# Charles Cruchon
Charles Cruchon (Charles Robert Cruchon) est un coureur cycliste français, né le 20 mai 1883 à Paris 17e où il est mort le 28 février 1956. Il remporte notamment le Tour de Belgique amateurs en 1907. Il participe à sept Tours de France et il termine à deux reprises parmi les dix premiers.

## Biographie
Charles Cruchon réside à Paris au no 17 rue de La Jonquière puis au no 9 rue des Épinettes. Mobilisé pendant la Première Guerre mondiale, il est blessé par balle à la cuisse gauche le 11 mai 1915 et à la jambe droite le 16 mai 1917.

## Distinctions
- Croix de guerre 1914-1918
- Médaille militaire (1931)[2]

## Palmarès
- 1907
  - Versailles-Orléans
  - Tour de Belgique amateurs :
    - Classement général
    - 5e étape

  - 3e de Paris-Chartres
- 1908
  - Paris-Honfleur
- 1909
  - 7e de Paris-Bruxelles
- 1910
  - 5e du Tour de France
  - 6e de Paris-Bruxelles
- 1911
  - 7e du Tour de France
  - 8e de Paris-Tours

## Résultats sur le Tour de France
7 participations
- 1908 : abandon
- 1909 : abandon (12e étape)
- 1910 : 5e, meilleur coureur « isolé »
- 1911 : 7e
- 1912 : abandon (5e étape)
- 1913 : abandon (3e étape)
- 1914 : 35e